# Mimus
Genre
Le genre Mimus (mot latin signifiant mime, imitateur) regroupe 14 espèces d'oiseaux dénommés moqueurs, appartenant à la famille des Mimidae. Il est endémique de l'Amérique, présent de la frontière sud du Canada jusqu'en Patagonie, au sud de l'Argentine. Dans cet intervalle, le genre n'est absent que de l'Amérique centrale et du bassin amazonien.

## Description
Tous les membres de cette famille sont de dimension moyenne, entre 20 et 25 cm, avec une longue queue. La couleur de leurs plumes n'attire pas particulièrement l'attention. Le dos est généralement marron et gris, la partie ventrale blanchâtre parsemée de taches brun clair. La plupart des espèces présentent un dimorphisme sexuel peu prononcé sur le plan de la taille et du plumage. Le poids des mâles est légèrement supérieur à celui des femelles.
Les espèces terrestres, celles qui cherchent leur nourriture à même le sol, se distinguent par leurs tarses et leur queue singulièrement longs ainsi qu'un bec robuste et recourbé vers le bas, autant d'adaptations dans leur quête de nourriture au sol parmi les feuilles mortes, les pierres et les brindilles. Ils se déplacent de préférence en courant et ne volent que pour échapper à leurs prédateurs ou dans leurs activités de nidification. Cette famille se caractérise aussi par la variété de ses chants. 

## Liste des espèces
D'après la classification de référence (version 2.2, 2009) du Congrès ornithologique international (ordre phylogénique) :
- Mimus polyglottos – Moqueur polyglotte
- Mimus gilvus – Moqueur des savanes
- Mimus gundlachii – Moqueur des Bahamas
- Mimus thenca – Moqueur du Chili
- Mimus longicaudatus – Moqueur à longue queue
- Mimus saturninus – Moqueur plombé
- Mimus patagonicus – Moqueur de Patagonie
- Mimus triurus – Moqueur à ailes blanches
- Mimus dorsalis – Moqueur à dos brun
- Mimus parvulus – Moqueur des Galapagos
- Mimus trifasciatus – Moqueur de Floreana
- Mimus macdonaldi – Moqueur d'Española
- Mimus melanotis – Moqueur de San Cristobal
- Mimus graysoni – Moqueur de Socorro